# Aleksandr Maksimenko
Aleksandr Vladimirovich Maksimenko (Rostov aan de Don, 19 maart 1998) is een Russisch voetballer die als doelman speelt. Hij speelt bij Spartak Moskou.

## Clubcarrière
Maksimenko kreeg zijn opleiding bijSpartak Moskou. Hij debuteerde op 28 juli 2018 in de Premjer-Liga tegen FK Orenburg. In het begin van het seizoen 2018/19 werd hij eerste doelman door blessures bij de andere doelmannen.